# 미각장애
미각장애(味覺障碍, 영어: dysgeusia)는 미각의 왜곡 증상이다. 미각장애는 맛을 온전히 잃어버리는 무미각증, 맛의 민감성이 저하되는 미각 감퇴증과 연관되기도 한다. 맛이나 냄새의 변화는 다양한 질병 상태의 부차적인 과정일 수 있고 주된 증상일 수도 있다. 맛의 왜곡은 단지 증상일 뿐이며 맛의 상태는 다른 감각 기관와 함께 연결되어 있는 경우이기 때문에 진단이 복잡해지기 마련이다.

## 같이 보기
- 후각 상실
- 착후각증